# باري وود (كاهن كاثوليكي)
باري وود (بالإنجليزية: Barry Wood)‏ هو كاهن كاثوليكي جنوب أفريقي، ولد في 13 يونيو 1942 في بورت إليزابيث في جنوب أفريقيا، وتوفي في 2 مايو 2017.